# 下小針中島
下小針中島（しもおばりなかしま）は、愛知県小牧市の地名。

## 地理

### 河川・池沼
- 合瀬川

### 交通
- 国道41号
- 名古屋高速11号小牧線
- 愛知県道165号春日小牧線
- 愛知県道166号小牧岩倉一宮線

### 施設
- 小牧警察署小針交番
- DPL小牧
- 北里市民センター図書室
- 小牧市立北里小学校
- 小牧市立北里中学校

## 歴史

### 沿革
- 1982年（昭和57年） - 小牧市小針巳新田および小針入鹿新田の各一部により、同市下小針中島が成立[1]。

### 人口の変遷
国勢調査による人口および世帯数の推移。
| 1995年（平成7年）  | 228世帯 487人 |  |
| 2000年（平成12年） | 160世帯 426人 |  |
| 2005年（平成17年） | 145世帯 383人 |  |
| 2010年（平成22年） | 139世帯 359人 |  |
| 2015年（平成27年） | 137世帯 385人 |  |
| 2020年（令和2年）  | 145世帯 380人 |  |

### WEB
1. ↑  “愛知県小牧市の町丁・字一覧”.   人口統計ラボ. 2023年11月2日閲覧。
2. 1 2  総務省統計局 (2022年2月10日). “令和2年国勢調査の調査結果(e-Stat) - 男女別人口，外国人人口及び世帯数－町丁・字等” (CSV). 2023年8月2日閲覧。
3. ↑  “読み仮名データの促音・拗音を小書きで表記するもの(zip形式) 愛知県” (zip).   日本郵便 (2024年2月29日). 2024年3月26日閲覧。
4. ↑  “市外局番の一覧” (PDF).   総務省 (2022年3月1日). 2022年3月22日閲覧。
5. ↑  “ナンバープレートについて”.   一般社団法人愛知県自動車会議所. 2024年1月21日閲覧。
6. ↑  総務省統計局 (2014年3月28日). “平成7年国勢調査の調査結果(e-Stat) - 男女別人口及び世帯数 －町丁・字等” (CSV). 2021年7月20日閲覧。
7. ↑  総務省統計局 (2014年5月30日). “平成12年国勢調査の調査結果(e-Stat) - 男女別人口及び世帯数 －町丁・字等” (CSV). 2021年7月20日閲覧。
8. ↑  総務省統計局 (2014年6月27日). “平成17年国勢調査の調査結果(e-Stat) - 男女別人口及び世帯数 －町丁・字等” (CSV). 2021年7月21日閲覧。
9. ↑  総務省統計局 (2012年1月20日). “平成22年国勢調査の調査結果(e-Stat) - 男女別人口及び世帯数 －町丁・字等” (CSV). 2021年7月21日閲覧。
10. ↑  総務省統計局 (2017年1月27日). “平成27年国勢調査の調査結果(e-Stat) - 男女別人口及び世帯数 －町丁・字等” (CSV). 2021年7月21日閲覧。

### 書籍
1. ↑  「角川日本地名大辞典」編纂委員会 1989, p. 656.